# Nationalpark De Loonse en Drunense Duinen
Der Nationalpark De Loonse en Drunense Duinen ist ein Naturschutzgebiet in der niederländischen Provinz Nordbrabant. Das Gebiet hat eine Größe von etwa 3.500 Hektar und besitzt seit dem Jahr 2002 offiziell den Status als Nationalpark. Der Park bietet eine Variation von trockenen Sandverwehungen und Nadelwald und umfasst auch die weitläufige Talzone des kleinen Flusses Zandleij. Hier liegt das Naturgebiet De Brand mit seiner Vielfalt an Niederwald, Feuchtwiesen und Sumpfabschnitten.
Der überwiegende Teil des Parks (ungefähr 30 km²) besteht aus Flugsandgebieten. Das Gebiet wird daher auch als „Brabanter Sahara“ bezeichnet.
Das Gebiet ist umgeben von Städten und kleineren Dörfern. Die größten Orte in der Nähe sind die Städte ’s-Hertogenbosch und das ca. sechs Kilometer entfernte Tilburg. Im Westen befindet sich Kaatsheuvel mit dem Freizeitpark Efteling.

## Geographie
Der Nationalpark beherbergt das größte Flugsandgebiet Europas mit Dünen, die teilweise bereits vor etwa 10.000 Jahren entstanden sind. Die Temperaturen in den Flugsandgebieten können im Sommer bis auf 40 °C steigen, während nachts Temperaturstürze bis auf den Gefrierpunkt möglich sind.
Neben den Loonse en Drunense Duinen selbst ist der Park in mehrere Teilgebiete gegliedert. Dies sind:
- Das Landgut Plantloon bei Waalwijk. Ein weitläufiges Wandergebiet mit landwirtschaftlichen Flächen und Alleen. Bekannt ist hier vor allem der See Galgenwiel, der durch einen Deichbruch der Maas entstanden ist.[3]
- Das Sumpfgebiet De Brand im Tal der Zandleij.
- Das Schloss und Landgut Strijdhoef ebenfalls im Zandleijgebiet.
- Das ca. 200 Hektar große Gebiet Hengstven im Osten des Parks mit ausgedehnten Blumenwiesen, die von Landwirten ökologisch bewirtschaftet werden.[4]
- Der Entwässerungskanal ’s-Hertogenbosch-Drongelen, der die Nordgrenze des Parks bildet.

## Geschichte
Die Sandverwehungen in dem Gebiet entstanden größtenteils im Mittelalter, einige der Dünen sind jedoch deutlich älter. Bis zum Spätmittelalter konnte das Gebiet bescheidene Bauerngemeinschaften ernähren, jedoch stieg zu dieser Zeit des relativen Wohlstands der Bevölkerungsdruck so stark an, dass die Gegend durch Überweidung und zu intensive Nutzung der Heide zerstört wurde und eine immer größer werdende Brachfläche entstand.
Die Erosion durch die landwirtschaftlichen Aktivitäten wurde während des Achtzigjährigen Krieges durch die Folgen der Kriegsführung verstärkt. Die Truppen unter dem Befehl von Wilhelm von Oranien wandten in dem Gebiet eine Taktik der verbrannten Erde an, die große Hungersnöte in der Region zur Folge hatte. Der Sandboden wurde an immer mehr Stellen freigelegt, so dass der lose Sand vom Wind verstreut werden konnte. Der Sand begrub in dieser Zeit ganze Siedlungen. So sind die mittelalterlichen Dörfer Efteling und Westloon heute immer noch begraben.
Seit dem 14. Jahrhundert wurden Eichen gepflanzt, um dem Flugsand entgegenzuwirken. Im 18. und 19. Jahrhundert wurden dafür Kiefern und Strandhafer verwendet. Heute ist das Gebiet stabil und es werden sogar Bäume gefällt, um die außergewöhnliche Landschaft zu erhalten.
Im Zweiten Weltkrieg hielten sich Soldaten der Wehrmacht im Gebiet der Loonse en Drunense Duinen vor den anrückenden alliierten Streitkräften versteckt. Bis in die 1990er-Jahre hinein wurde der nordöstliche Teil des heutigen Nationalparks als Truppenübungsgelände genutzt.
Am 28. März 2002 wurde dem Gebiet durch das damalige niederländische Ministerium für Landwirtschaft, Natur und Fischerei offiziell der Status als Nationalpark verliehen.

## Tourismus
Der Nationalpark verzeichnet jährlich ca. 1,2 Millionen Besucher und ist damit das meistbesuchte Naturgebiet in der Provinz Nordbrabant. In der Umgebung des Parks finden sich genügend Unterkünfte, das Parkgebiet selbst ist bis auf zwei Campingplätze jedoch eher für Tagesausflüge geeignet. Der Nationalpark ist von einem gut ausgebauten Netz von Wander- und Radwegen durchzogen, das insbesondere bei gutem Wetter sehr gut genutzt wird. In der Gegend sind des Weiteren für behinderte Menschen geeignete Routen sowie Pfade für Reiter und Mountainbikes ausgewiesen.

## Flora und Fauna

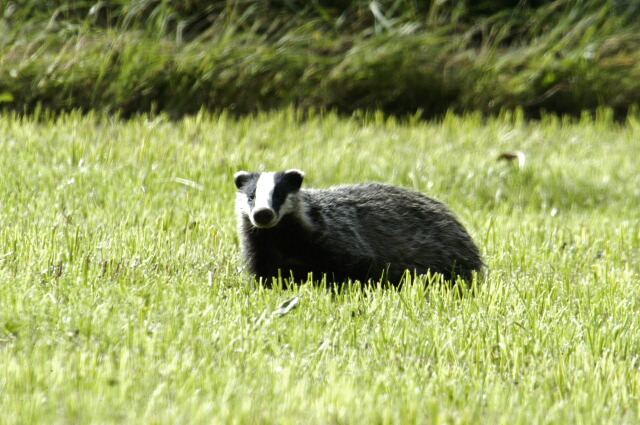
Der Dachs wurde im Nationalpark wieder angesiedelt

Die Tier- und Pflanzenwelt der Loonse- en Drunense Duinen ist auf Grund der verschiedenen Landschaftsformen des Parks recht abwechslungsreich. In den trockenen Sandgebieten wachsen nur wenige Pflanzen, während die Übergangszonen zu Wald und Heide durch Pionierpflanzen wie verschiedene Moose dominiert werden. Einen Kontrast dazu bildet das Sumpfgebiet De Brand, in dem eine Vielzahl an blühenden Pflanzen wie das Buschwindröschen, das Scharbockskraut oder die Sumpfdotterblume vorkommen.
Das Sumpfgebiet bietet einer großen Zahl von Amphibien einen Lebensraum, darunter beispielsweise der Nördliche Kammmolch. Ebenso gibt es hier eine größere Population des in den Niederlanden seltenen Europäischen Laubfroschs. In De Brand leben des Weiteren viele Vogelarten, wie etwa die Wasserralle oder das Blaukehlchen. In den Waldgebieten kommen unter anderem Pirol, Gimpel und verschiedene Arten von Eulen vor.
Der Europäische Dachs wurde in dem Gebiet erfolgreich wieder eingeführt.
Dadurch, dass der Nationalpark ringsum von Siedlungen und anderer Bebauung umgeben ist, sind die Migrationsmöglichkeiten für viele Tiere hier sehr eingeschränkt. Es existieren Pläne, Verbindungszonen zwischen dem Nationalpark und anderen Naturgebieten in Nordbrabant zu schaffen.

## Verwaltung
Der Nationalpark wird von der Vereniging Natuurmonumenten sowie durch die Stiftungen Het Brabants Landschap und De Duinboeren sowie durch einige Privatpersonen verwaltet.